# Peggy Gou
Pour les articles homonymes, voir Gou.
Peggy Gou, de son vrai nom Kim Min-ji  (coréen : 김민지 ; née le 3 juillet 1991 à Incheon) est une DJ, productrice musicale et styliste sud-coréenne, installée à Berlin.

## Biographie

### Enfance et carrière
Peggy Gou naît à Incheon, en Corée du Sud, le 3 juillet 1991, d'un professeur écrivain et d'une femme d'affaires. À huit ans, elle commence à prendre des leçons de piano classique. À l'âge de quatorze ans, ses parents l'envoient à Londres, au Royaume-Uni pour étudier l'anglais. En 2009, en Corée, son premier petit ami lui fait découvrir le mixage audio, lui apprenant à synchroniser deux pistes sur CD. De retour en Angleterre, elle commence à se produire dans divers clubs et à prendre des cours de production sur Ableton auprès d'Esa Williams. En 2014, elle décide de se consacrer plus sérieusement à la musique : elle quitte donc le poste de correspondant étranger au magazine Harper's Bazaar à Londres et s'installe à Berlin, en Allemagne. À Berlin, elle travaille dans divers magasins de disques et se passionne pour la musique house et techno en fréquentant divers clubs, en particulier le Berghain, où elle se rend régulièrement.
En 2016, elle sort ses quatre premiers EP et joue au Berghain, devenant ainsi la première femme coréenne à s'y produire. Depuis, elle a joué dans un grand nombre d'événements et de festivals internationaux, comme le Coachella Festival, le Primavera Sound Festival, le Fuji Rock Festival, Tomorrowland[réf. nécessaire], Club To Club (en 2018), le Kappa FuturFestival, Sónar et Glastonbury. En mars 2019, elle lance son label indépendant, Gudu Records.
En juin 2023, elle sort le single (It Goes Like) Nanana sur le label XL Recordings. Le morceau comprend un échantillon de la chanson de 1998 d'André Tanneberger, 9 PM (Till I Come). C'est le premier single de son futur premier album, prévu pour être publié en 2024. Le titre devient rapidement viral sur les réseaux sociaux et obtient un succès commercial important.

### Mode
Peggy Gou a étudié la mode au London College of Fashion. En février 2019, Peggy Gou lance Kirin, sa marque de mode, sous laquelle elle produit des vêtements de streetwear. À la mi-septembre 2019, la première ligne de vêtements voit le jour au KM20 à Moscou, au Browns Shoreditch à Londres, au Lane Crawford de Hong Kong, à The Store de Berlin, au Boon The Shop de Séoul et enfin aux Galeries Lafayette à Paris.

### Activisme
Peggy Gou est activement engagée dans des campagnes contre le sexisme et en faveur de l'égalité des sexes. En 2018, elle produit Shero, single figurant sur le EP Needs x UN Women present HeForShe, dont les ventes sont reversées à HeForShe, la campagne de solidarité en faveur de l'égalité lancée par ONU Femmes.

## Discographie

### Singles
- 2016 : Day Without Yesterday / Six O Six
- 2018 : It Makes You Forget (Ingehane) (dans la bande-son du jeu vidéo de football FIFA 19[16])
- 2018 : Hundres Times (dans l'EP Once)
- 2018 : Han Jan (dans l'EP Once)
- 2018 : Travelling Without Arriving
- 2018 : It Makes You Forget (dans l'EP Once)
- 2019 : Starry Night (dans l'EP Once)
- 2019 : DJ-Kicks EP
- 2020 : Jigoo
- 2021 : Nabi (avec OHHYUK)
- 2021 : I Go
- 2022 : Can't Get You out of My Head (avec Kylie Minogue)
- 2023 : (It Goes Like) Nanana
- 2023: (I Believe in Love Again) (avec Lenny Kravitz)[17]
- 2024 : 1+1 = 11 (Edit)
- 2024 : Lobster Telephone (Edit)

### EP
- 2016 : Art of War EP
- 2016 : Art of War (Part II) EP
- 2016 : Seek For Maktoop
- 2018 - Needs x UN Women Present HeForShe EP (en collaboration avec Juju And Jordash)
- 2018 : Once
- 2019 : Moment EP
- 2021 : I Go (Remixes) (EP)

### Bande-son
- 2018 : It Makes You Forget (Itgehane) (tirée de l'EP Once, incluse dans la bande originale du jeu vidéo de football FIFA 19[16])